# ليزيكو

الجريدة الفرنسية ليزيكو

ليزيكو هي جريدة تأسست سنة 1908 من طرف روبرت وإيميل سيرفان-سشريبر، مهتمة بأخبار الاقتصاد والمالية، ذات توجه ليبرالي، تصدر في فرنسا، نسختها اليومية متاحة على الأنترنيت، والأسبوعية على الورق تباع في الأكشاك.
تقوم الجريدة بنقل أخبار المال والأعمال وكل مايتعلق بالاقتصاد، كما تخصص جانب مهم لتحليل اقتصاد فرنسا، ودول العالم من أجل تنوير الرأي العام الفرنسي بالتقدم الاقتصادي الحاصل خارج فرنسا، وكذا تحليل الأسواق، السياسة الاقتصادية، المالية العامة ودراسة الشركات. تتمتع الجريدة بصحافيين ومحللين متميزين معترف بكفائتهم من طرف الرأي العام، حيث يهتمون كذلك بمبدأ السبق الصحفي في تحليل القضايا والتأكد بدقة من مصدر المعلومة.
تصدر ورقيا من الإثنين إلى الجمعة، بتنسيق ميدي على شكل كتاب مزدوج (الأول للاقتصاد الكلي، والثاني لتحليل السوق).
مثل أغلبية الجرائد الفرنسية، ليزيكو تحصل على دعم الحكومة، فقد تلقت 1,5 مليون يورو من خلال البرنامج الحكومي 2010-2013 من أجل تحديث الصحافة.

## تاريخ الجريدة
أصدر الأخوين روبرت وإيميل سشريبر سنة 1908 العدد الأول تحت عنوان «Les Échos de l’Exportation» (بالعربية: الأصداء الصادرة)، العنوان هو أصلا أداة تواصل في الشركة العائلة، بيت سشريبر-أرونسون، التي كانت تصدر الملابس الخاصة بالرجال.
في ذلك الوقت كانت شهرية تصدر بأربع صفحات، صدرت بشكل يومي 20 سنة بعد تأسيسها تحت اسمها الحالي وكانت أهم مرجع للأخبار الاقتصادية. بعد مرحلة تحرير فرنسا، بدأت تصدر مرة واحدة كل أسبوعين.
في سنوات 1950، أخد أطفال الأخوين المبادرة وبدأوا يسيرون الجريدة، وتم بيعها سنة 1963 لامرأة أعمال اسمها جاكلين بايتوت.
سنة 1985 تأسست جريدة لاتريبين، وكانت تعتبر أحد أقوى منافسي جريدة ليزيكو (الأصداء)، ونجحت في بيع عدد كبير من الجرائد وتفوقت بذلك على ليزيكو، مما دفع بسيدة الأعمال جاكلين إلى بيعها سنة 1988 لمجموعة بيارسون، وهي مجموعة توزيع بريطانية خاصة بالمال والاقتصاد، فاينانشال تايمز، فيما بعد أصبح ابن جاكلين، نيكولا بايتوت، هو رئيس تحرير ليزيكو سنة 1996.
بدأت تصدر سنة 2003 الجريدة بشكل يومي وذلك بحجم ميدي وذلك تماشيا مع حجم الجرائد الدولية الكبيرة، مما ساهم في عودة نجاحها. في سنة 2004 غادر نيكولا بايتوت منصبه للذهاب لجريدة لو فيغارو، وتم تعويضه برئيس تحرير آخر اسمه جاك بارو.
في 2007 قام رجل الأعمال الفرنسي برنارد أرنولت بشراء الجريدة عبر مجموعة أرنولت بعدما دخلت ليزيكو في أزمة ونزاع داخلي كاد يهدد وجودها، مما دفع بمجموعة بيارسون بالتعبير عن إرادتها في بيع ليزيكو بثمن 240 مليون يورو بدون أي حق نقذ من السلطات العامة، وقامت بإعلان ذلك يوم 5 نونبر 2007.
سنة 2008، جاك بارو يغادر منصب رئيس التحرير ويترك مكانه لهنري جيبيير.